# Joseph Nguran
Joseph Nguran (* 1974) ist ein kenianischer Marathonläufer.
2004 wurde er Fünfter beim Brescia-Marathon und siegte beim Reims-Marathon. 2006 gewann er den Barcelona-Marathon sowie den Salt-Lake-City-Marathon und wurde zweiter beim Porto-Marathon. 2007 stellte er als Zweiter der Maratona d’Europa mit 2:11:28 h seine persönliche Bestzeit auf, und 2008 wurde er Vierter beim Dublin-Marathon.